# Богданов, Фёдор Дмитриевич
Фёдор Дмитриевич Богданов (1928—1994) — подполковник Советской Армии, лётчик-испытатель, Герой Советского Союза (1957).

## Биография
Фёдор Богданов родился 9 августа 1928 года в городе Камень-на-Оби Алтайского края. В 1945 году окончил девять классов школы в Барнауле, в том же году окончил городской аэроклуб и остался в нём лётчиком-инструктором. В сентябре 1947 года был призван на службу в Советскую Армию. В 1950 году Богданов окончил военное авиационное училище лётчиков в Омске, проходил службу в строевых частях военно-воздушных сил. С 1953 года был лётчиком-испытателем Научно-испытательного полигона № 4 в Астраханской области.
В 1953—1957 годах Богданов принимал участие в ряде испытаний крылатых ракет, выполнил 31 катапультирование из самолётов «Ил-28», использовавшихся как мишени для ракет.
Указом Президиума Верховного Совета СССР от 16 сентября 1957 года за «мужество и героизм, проявленные при испытании новой ракетной техники» майор Фёдор Богданов был удостоен высокого звания Героя Советского Союза с вручением ордена Ленина и медали «Золотая Звезда» за номером 11109.
До 1965 года продолжал службу на полигоне. В 1965—1971 годах Богданов находился на лётно-испытательной работе в Государственном научно-испытательном институте ВВС, участвовал в испытаниях самолётов «МиГ-15», «МиГ-15УТИ», «МиГ-17», «Як-25РВ». В 1971—1979 годах был старшим помощником руководителя полётов по посадке самолётов лётной службы филиала того же НИИ на аэродроме «Чкаловский». В ноябре 1979 года в звании подполковника был уволен в запас. Проживал в посёлке Чкаловский (ныне в черте города Щёлково Московской области).
Умер 5 мая 1994 года. Похоронен на кладбище в селе Леониха Щёлковского района Московской области.
Лётчик-испытатель 2-го класса (1966), был награждён двумя орденами Ленина и рядом медалей.